# Frank-Michael Wahl
Frank-Michael Wahl   (Rostock, 24 d'agost de 1956) és un jugador d'handbol alemany, ja retirat, que va competir sota bandera de la República Democràtica Alemanya entre finals de la dècada de 1970 i començaments de la de 1990. El seu fill Gordon Wahl també és jugador d'handbol.
Wahl s'inicià en l'esport com a nedador, arribant a ser campió juvenil de la RDA en els 100 metres papallona i va guanyar nombroses espartaquíades. Quan va passar a jugar al handbol va rebre el sobrenom de "Potti".
El 1980 va prendre part en els Jocs Olímpics d'Estiu de Moscou, on guanyà la medalla d'or en la competició masculina d'handbol. El 1988, als Jocs de Seül, fou setè en la mateixa competició, mentre el 1992, als Jocs de Barcelona, i representant l'Alemanya reunificada, fou desè. També guanyà la medalla de bronze al Campionat del món d'handbol de 1978 i 1986.
Durant la seva carrera va disputar 313 partits internacionals amb la selecció nacional de la RDA i va marcar 1.357 gols, més que cap altra jugador. Amb la selecció de l'Alemanya reunificada jugà 31 partits internacionals i va marcar 74 gols.
A nivell de clubs va jugar amb el SC Empor Rostock, amb qui va guanyar tres lligues i set copes de la RDA. A nivell internacional, va guanyar la Recopa d'Europa i la Supercopa d'Europa d'handbol amb l'Empor Rostock. Va ser el màxim golejador de la lliga quatre vegades (1981/82, 1982/83, 1984/85 i 1985/86). El 1982, 1985 i 1987 va ser nomenat jugador d'handbol de l'any.
Un cop retirat va exercir d'entrenador en diversos equips.